# Prądnik Biały Wschód
Prądnik Biały Wschód – osiedle w Krakowie, w Dzielnicy IV Prądnik Biały, niestanowiące jednostki pomocniczej niższego rzędu w ramach dzielnicy.

## Położenie
Osiedle Prądnik Biały Wschód położone jest około 3,5 km na północ od centrum Krakowa. Otaczają je:
- od zachodu – Prądnik Biały Zachód i ul. Górnickiego
- od południa – ul. Opolska
- od wschodu – Prądnik Czerwony i linia kolejowa nr 8
- od północy – ul. Siewna

## Historia i infrastruktura
Założenie urbanistyczne osiedla, zrealizowane na przełomie lat 70. i 80., zostało zakomponowane w istniejącą tu wcześniej podmiejską zabudowę jednorodzinną, zlokalizowaną na wschód od parku im. Tadeusza Kościuszki. Tereny na których wzniesiono osiedle zostały przyłączone do Krakowa w 1941 roku. Wcześniej wchodziły w skład miejscowości Prądnik Biały i Górka Narodowa, które to wówczas zostały włączone w granice miasta jako kolejno XXXVIII i XL dzielnica katastralna. Na ogół zabudowy wielorodzinnej na osiedlu składają się z dwa zespoły. Pierwszy z nich, północna część osiedla, składa się z budynków pięciokondygnacyjnych zestawionych w układzie pasmowym oraz trzech budynków jedenastokondygnacyjnych. Dojazd został zapewniony za pośrednictwem sieci dróg wewnętrznych. Drugi z nich stanowi południowa części osiedla, gdzie zastosowano ten sam typ zabudowy, aczkolwiek w tej części dominuje siedem bloków jedenastokondygnacyjnych. Wnętrza osiedlowe wypełnia zieleń parkowa. Infrastrukturę na osiedlu stanowi zespół budynków szkolnych, przedszkole, żłobek, pawilony handlowo-usługowe oraz zespół basenów „Clepardia”. W jego rejonie znajduje się również Centrum Kultury Dworek Białoprądnicki. Sąsiadują z nim odrestaurowane zabudowania dawnego Zajazdu Kościuszkowskiego. Całość stanowi zamknięcie osi ulicy Prądnickiej. Budynki mieszkalne wybudowano z wykorzystaniem technologii wielkopłytowej, w wersji krakowskiej WUF-T/K.

## Galeria

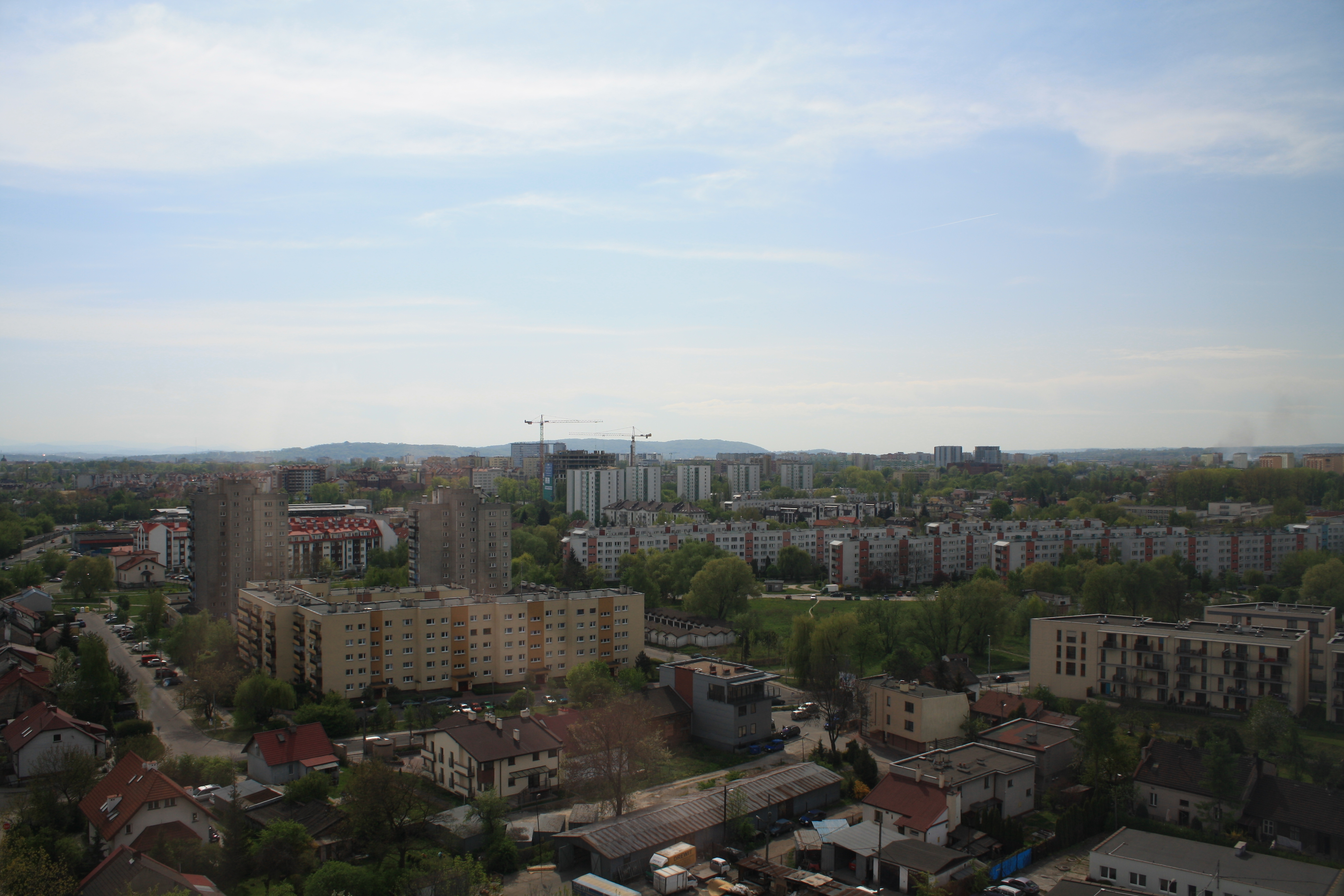
Widok na osiedle w kierunku południowo-zachodnim (2009)
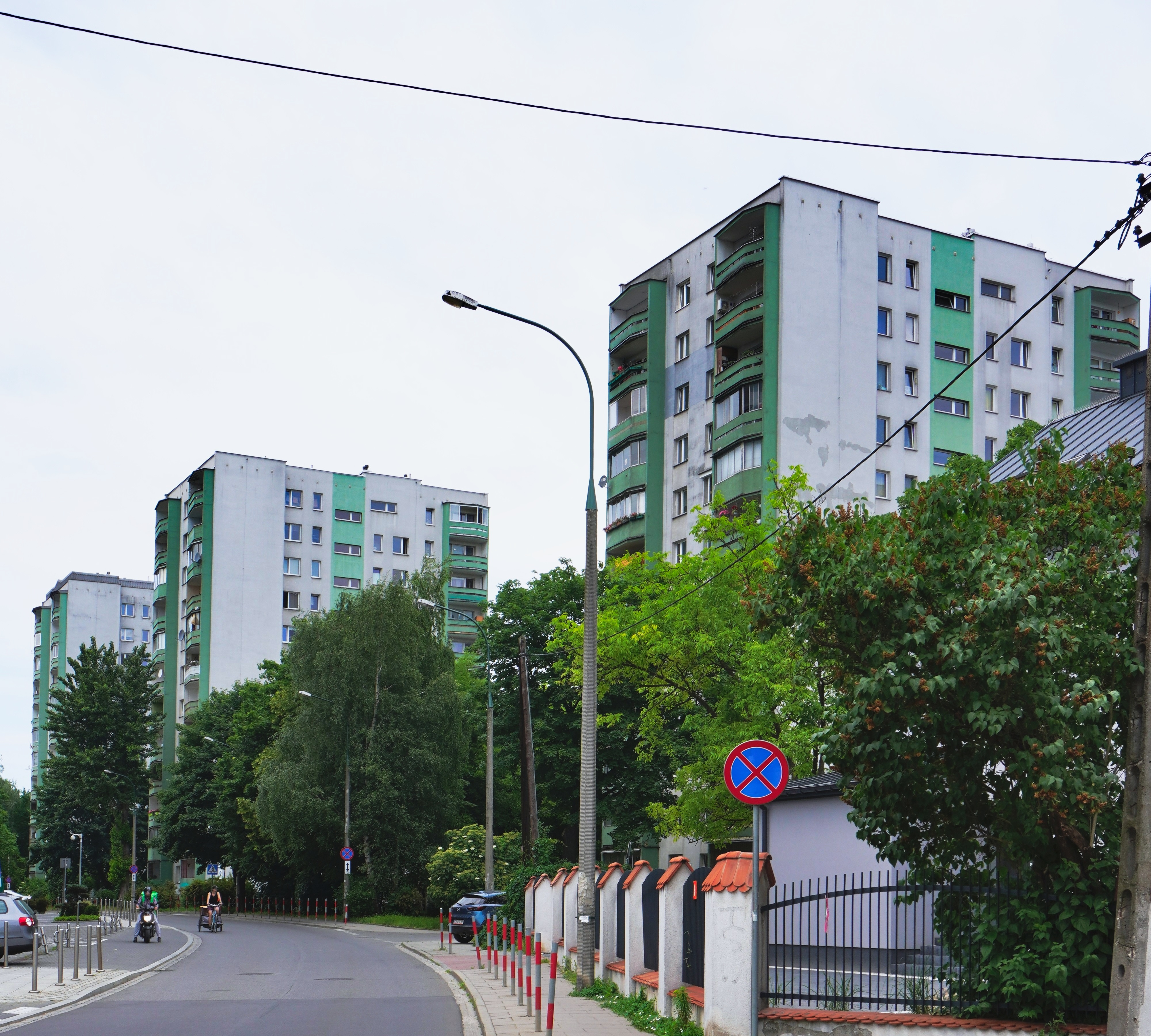
Widok osiedla od strony południowo-wschodniej, bloki przy ul. Imbramowskiej 3, 5, 7
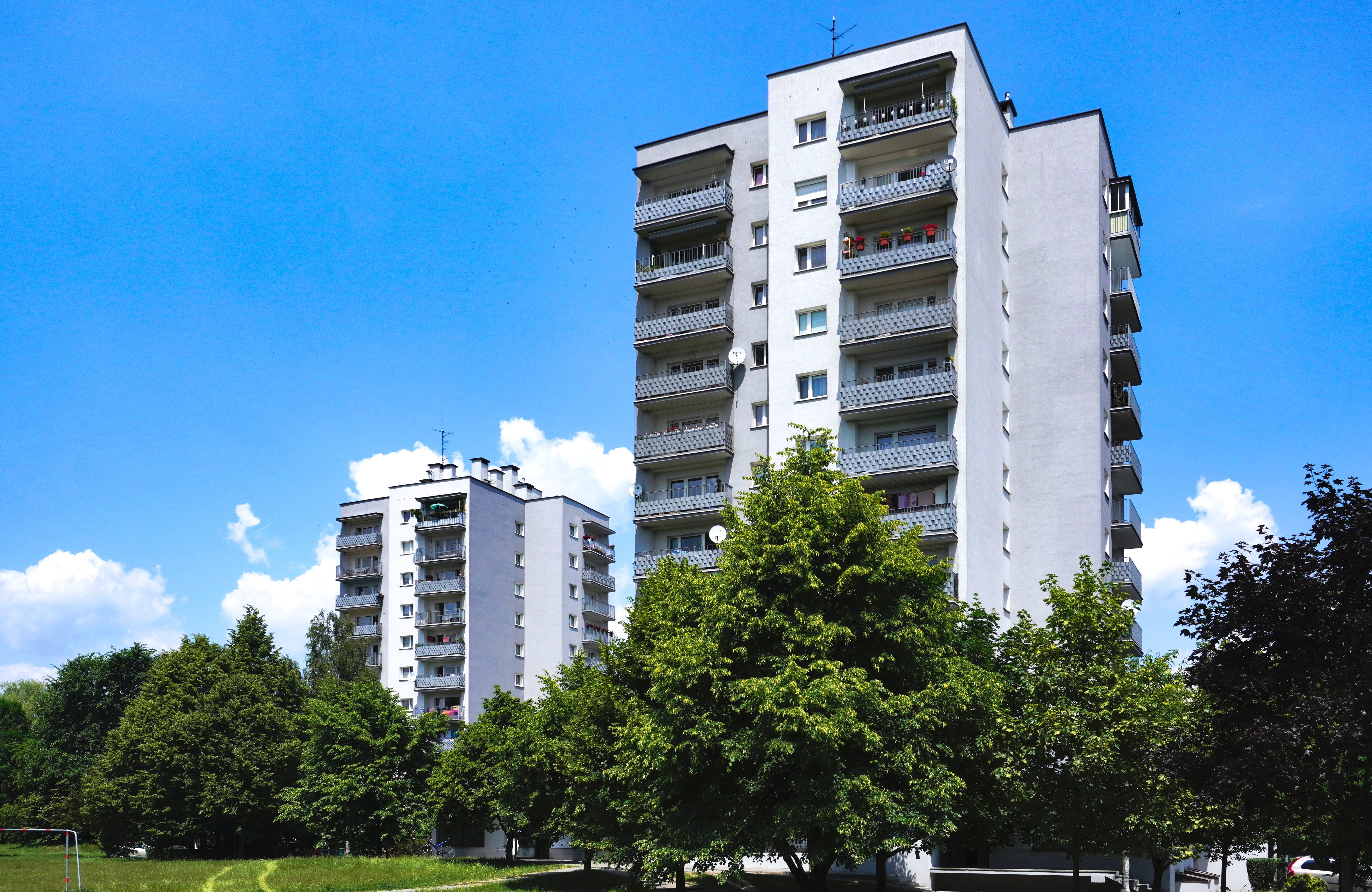
Wnętrze osiedla, bloki przy ul. Szafirowej 8 i Zawodzie 7
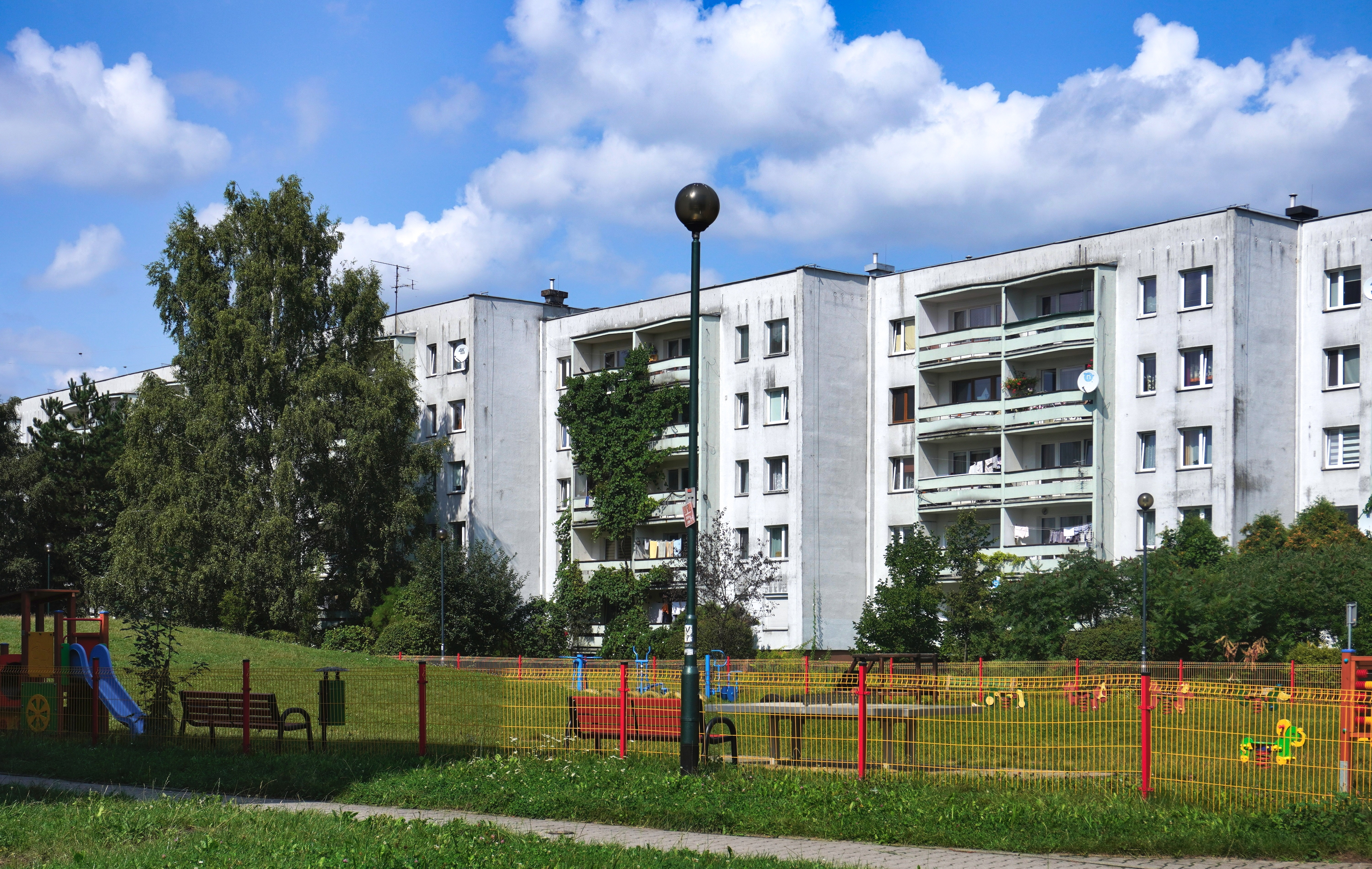
Wnętrze osiedla, blok przy ul. Mackiewicza 23
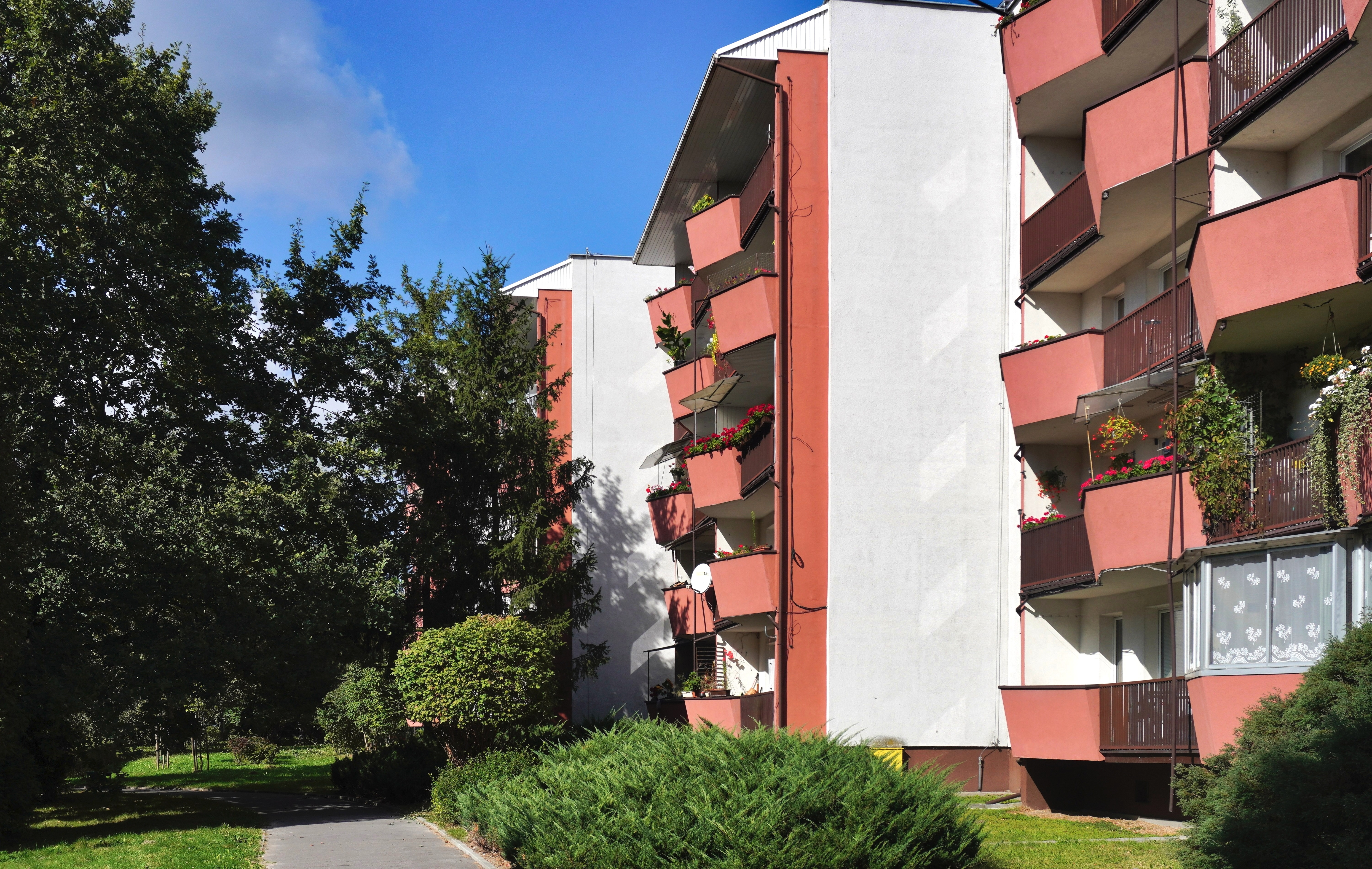
Wnętrze osiedla, blok przy ul. Siewnej 21B